# Aisan Racing Team/Saison 2010
Dieser Artikel listet Erfolge und Mannschaft des Radsportteams Aisan in der Saison 2010 auf.

## Erfolge in der UCI Asia Tour
In der Saison 2010 gelangen dem Team nachstehende Erfolge in der UCI Asia Tour.
| Datum         | Rennen                     | Kat. | Fahrer          |
| ------------- | -------------------------- | ---- | --------------- |
| 4. März       | 4. Etappe Tour de Langkawi | 2.HC | Taiji Nishitani |
| 16. September | Prolog Tour de Hokkaidō    | 2.2  | Taiji Nishitani |
| 12. Dezember  | Tour of South China Sea    | 1.2  | Kazuhiro Mori   |

## Zugänge – Abgänge
| Zugänge           | Team 2009               | Abgänge        | Team 2010 |
| ----------------- | ----------------------- | -------------- | --------- |
| Shinpei Fukuda    | Team Bridgestone Anchor | Hideya Akiyama | Unbekannt |
| Sinji Fujita      | Neoprofi                |                |           |
| Tomohiro Hayakawa | Neoprofi                |                |           |
| Satoshi Iwase     | Neoprofi                |                |           |
| Ginji Kurokawa    | Neoprofi                |                |           |
| Ryuta Sugiura     | Neoprofi                |                |           |

## Mannschaft
| Name                | Geburtstag         | Nationalität |              |
| ------------------- | ------------------ | ------------ | ------------ |
| Takeaki Ayabe       | 5. September 1980  | Japan        |              |
| Takumi Beppu        | 19. September 1979 | Japan        |              |
| Sinji Fujita        | 7. September 1990  | Japan        |              |
| Shinpei Fukuda      | 22. November 1987  | Japan        |              |
| Tomohiro Hayakawa   | 2. Januar 1990     | Japan        |              |
| Satoshi Iwase       | 24. August 1989    | Japan        |              |
| Ginji Kurokawa      | 16. November 1989  | Japan        |              |
| Mitsuhiro Matsumura | 22. Oktober 1984   | Japan        |              |
| Kazuhiro Mori       | 17. September 1982 | Japan        |              |
| Taiji Nishitani     | 1. Februar 1981    | Japan        |              |
| Masahiro Shinagawa  | 15. Februar 1982   | Japan        |              |
| Ryuta Sugiura       | 2. Mai 1989        | Japan        |              |
| Ken’ichi Suzuki     | 7. Mai 1981        | Japan        |              |
| Daishi Tajiri       | 16. Oktober 1984   | Japan        |              |
| Stagiaires          | Stagiaires         | Nationalität | Nationalität |
| Masakazu Itō        | Masakazu Itō       | Japan        |              |
| Nozomu Kimori       | Nozomu Kimori      | Japan        |              |